# 1171
- рік темного металевого зайця за Шістдесятирічним циклом китайського календаря.

Високе Середньовіччя  •  Золота доба ісламу  •  Реконкіста  •  Хрестові походи  •  Київська Русь

## Геополітична ситуація
Візантію очолює Мануїл I Комнін (до 1180). Фрідріх Барбаросса є імператором Священної Римської імперії (до 1190), Людовик VII Молодий королює у Франції (до 1180).
Апеннінський півострів розділений: північ належить Священній Римській імперії, середню частину займає Папська область, більша частина півдня належить Сицилійському королівству. Деякі міста півночі: Венеція, Піза, Генуя тощо, мають статус міст-республік, частина з яких об'єднана Ломбардською лігою.
Південь Піренейського півострова в руках у маврів. Північну частину півострова займають християнські Кастилія, Леон (Астурія, Галісія), Наварра та Арагонське королівство (Арагон, Барселона). Королем Англії є Генріх II Плантагенет (до 1189), королем Данії — Вальдемар I Великий (до 1182).
У Києві почав княжити Роман Ростиславич (до 1173). Ярослав Осмомисл княжить у Галичі (до 1187), Святослав Всеволодович у Чернігові (до 1177), Андрій Боголюбський у Володимирі-на-Клязмі (до 1174). Новгородська республіка та Володимиро-Суздальське князівство фактично відокремилися від Русі. У Польщі період роздробленості. На чолі королівства Угорщина стоїть Іштван III (до 1172).
На Близькому сході існують держави хрестоносців: Єрусалимське королівство, Антіохійське князівство, графство Триполі. Сельджуки окупували Персію та Малу Азію, в Єгипті започаткована династія Аюбідів, у Магрибі панують Альмохади, у Середній Азії правлять Караханіди та Каракитаї. Газневіди втримують частину Індії. У Китаї співіснують держава ханців, де править династія Сун, держава чжурчженів, де править династія Цзінь, та держава тангутів Західна Ся. На півдні Індії домінує Чола. В Японії триває період Хей'ан.

## Події
- Кияни отруїли князя Гліба Юрійовича. Новим київським князем став Володимир Мстиславич, старший у роді.
- Володимир Мстиславич помер після трьох місяців княжіння. Замість нього Андрій Боголюбський призначив свого брата Михайла Юрійовича.
- У липні на київський престол сів за велінням Андрія Боголюбського Роман Ростиславич, князь Смоленський, син Великого князя Київського Ростислава Мстиславича.
- Розпочався конфлікт між Візантією та Венецією. Імператор Мануїл I Комнін наказав заарештувати всіх венеційців у Константинополі й конфіскувати їхнє майно.
- Англійський король Генріх II Плантагенет змусив Ірландію визнати свій сюзеренітет. Розпочалося англійське правління в Ірландії.
- Генріх II Плантагенет уклав мирну угоду з валлійським правителем Рісом ап Гріфідом.
- У Венеції відкрився перший у Європі банк[1].
- Перестав існувати Фатімідський халіфат. Після смерті халіфа аль-Адіда емір Каїра Салах ад-Дін звелів проголошувати хутбу зі згадуванням багдадського халіфа.

## Виноски
1. ↑  Répertoire général d'économie politique ancienne et moderne, par Pieter Alexander Sandelin. Архів оригіналу за 18 лютого 2014. Процитовано 21 січня 2014.